# Provincia del New Jersey
La provincia del New Jersey è stata una delle tredici colonie dell'America coloniale e divenne uno degli Stati Uniti d'America nel 1776, col nome di New Jersey. 
La provincia fu originariamente fondata dagli europei come parte dei Nuovi Paesi Bassi, ma passò sotto il dominio inglese dopo la resa di Fort Amsterdam nel 1664. La Repubblica delle Sette Province Unite riaffermò il controllo sul New Jersey per un breve periodo nel 1673-1674. Dopo che gli inglesi riottennero il controllo dell'area, la amministrarono in due province, Jersey orientale e Jersey occidentale, i quali furono nuovamente riuniti come colonia reale nel 1702. I confini della provincia erano leggermente più grandi dell'attuale New Jersey, con un'estensione che giungeva in una piccola frangia di quello che è l'attuale stato di New York. I confini furono ufficialmente stabiliti nel 1773, tre anni prima di diventare uno degli Stati americani.

## Dominion del New England
Il Dominion del New England fu un sindacato amministrativo di breve durata. Il 7 maggio 1688, la Provincia di New York, la provincia di East Jersey e la Provincia di West Jersey furono aggiunte al Dominion. La capitale si trovava a Boston, ma, a causa della sua dimensione, New York e le due province del Jersey furono gestiti dal luogotenente governatore di New York City. Dopo il rovesciamento di Giacomo II da parte di Guglielmo d'Orange, la Gloriosa Rivoluzione nel 1688 raggiunse Boston, i coloni insorsero ribellandosi e il dominio fu sciolto nel 1689.